# Myrtle Beach Bowl 2023
Match précédent Match suivant
Le Myrtle Beach Bowl 2023 est un match de football américain de niveau universitaire joué après la saison régulière de 2023, le 16 décembre 2023 au Brooks Stadium situé à Conway dans l'État de Caroline du Sud aux États-Unis. 
Il s'agit de la 4e édition du Myrtle Beach Bowl.
Le match met en présence l'équipe des Eagles de Georgia Southern issue de la Sun Belt Conference et l'équipe des Bobcats de l'Ohio issue de la Mid-American Conference.
Il débute vers 11 heures locales (17 heures en France) et est retransmis à la télévision par ESPN,.
Ohio remporte le match sur le score de 41 à 21.

## Présentation du match
Il s'agit de la 1re rencontre entre les deux équipes.
| Équipes | Couleurs | Conférences | Entraîneurs                  | Stats. saison rég. | Classements avant le bowl | Classements avant le bowl | Classements avant le bowl |
| --- | -------- | ----------- | ---------------------------- | ------------------ | ------------------------- | ------------------------- | ------------------------- |
| Équipes | Couleurs | Conférences | Entraîneurs                  | Stats. saison rég. | CFP                       | AP                        | Coaches                   |
| Eagles de Georgia Southern                                                                                 |          | Sun Belt    | Clay Helton (en) (2e saison) | 6-6                | NC                        | NC                        | NC                        |
| Bobcats de l'Ohio                                                                                          |          | MAC         | Tim Albin (en) (3e saison)   | 9-3                | NC                        | NC                        | NC                        |
| - Arbitre : Patrick Foy (MWC) - Équipe donnée favorite par les bookmakers : Georgia Southern par 3½ points |          |             |                              |                    |                           |                           |                           |

### Eagles de Georgia Southern
Avec un bilan global en saison régulière de 6 victoires et 6 défaites (3-5 en matchs de conférence), Georgia Southern est éligible et accepte l'invitation pour participer au Myrtle Beach Bowl 2023.
Avec leur nouveau QB Davis Brin acquis via le portail des transferts, les Eagles débutent bien leur saison avec un bilan provisoire de 6-2, les défaites survenant contre James Madison (qui finira la saison avec un bilan de 11-1) et Wisconsin, équipe faisant partie du Power 5 et contre qui Brin concèdera cinq interceptions. Cependant après avoir acquis leur éligibilité le 26 octobre contre Georgia State, les Eagles ne gagneront plus aucun match pour terminer derniers (sur 7 équipes) de la Division East de la Sun Belt Conference.
À l'issue de la saison 2023 (bowl non compris), ils n'apparaissent pas dans les classements CFP, AP et Coaches.

Il s'agit de leur première participation au Myrtle Beach Bowl et au 6e bowl de leur histoire.

### Bobcats de l'Ohio
Avec un bilan global en saison régulière de 9 victoires et 3 défaites (6-2 en matchs de conférence), Ohio est éligible et accepte l'invitation pour participer au Myrtle Beach Bowl 2023.
Après avoir perdu la finale de conférence MAC la saison dernière, les Bobcats reviennent en 2023 avec la plupart de leurs joueurs offensifs importants dont le quarterback Kurtis Rourke. Malgré une défaite lors du premier match de la saison contre San Diego State, Ohio gagne les cinq suivants dont une victoire 10 à 7 contre Iowa State, équipe du Power 5. Ohio acqueirt son éligibilité pour un bowl avec la victoire 20 à 17 contre Western Michigan mais ne se qualifie pas pour la finale de conférence après la défaite 16 à 30 contre Miami (OH). Les Bobcats terminent ainsi 2e de la Division East de la MAC derrière Miami (OH), futurs vainqueurs de la finale de conférence MAC. 
À l'issue de la saison 2023, ils n'apparaissent pas dans les classements CFP, AP et Coaches.
Il s'agit de leur première participation au Myrtle Beach Bowl  et le 14e bowl de leur histoire.